# Andrei Mutulescu
Andrei Mutulescu (5 april 1988 – Boekarest, 11 april 2011) was een Roemeens voetballer.
In 2006 speelde hij voor FC Național Boekarest , FC Snagov en Forex Brașov, waar hij al op zestienjarige leeftijd in de Roemeense competitie II debuteerde. In 2006 debuteerde Mutulescu voor het nationale elftal onder 19. Over het algemeen kwam hij in meer dan 40 internationale wedstrijden uit in verschillende leeftijdsgroepen van de junioren.
In 2007 tekende Mutulescu een contract bij de Moldavische club FC Tiraspol, daar speelde hij 2 seizoenen, maar werd in 2007 nog wel verhuurd aan FC Olimpia Bălţi en in 2008 nog wel verhuurd aan FCM Targoviste. In het seizoen 2009-2010 speelde Mutulesca bij UTA Arad en in het seizoen 2010-2011 speelde hij bij Farul Constanța. Bij Farul Constanța speelde Mutulescu drie wedstrijden, waarvan een keer in de basis.
Tijdens zijn periode bij FC Farul Constanța onderging hij enkele medische tests waaruit bleek dat hij een zwak hart had, maar toch kreeg hij van het medische team groen licht om te spelen. Ondanks deze resultaten besloot de club om het contract te ontbinden. Vervolgens werd hij door derdeklasser SC Juventus Boekarest gecontacteerd om enkele testwedstrijden te spelen. Op 15 februari 2011, tijdens een oefenwedstrijd tegen Săgeata Năvodari, viel hij flauw en werd hij voor enkele dagen opgenomen op de intensieve zorg van het Bagdasar Arseni-ziekenhuis. Hier werd hem verteld om 3 maanden lang geen fysieke inspanningen te ondernemen. Amper 2 maanden later, op 11 april, speelde hij een voetbalwedstrijd met vrienden in een park. Hij overleed tijdens deze wedstrijd ten gevolge van een hartstilstand.